# Sankt Andrä-Wördern
Sankt Andrä-Wördern osztrák mezőváros Alsó-Ausztria Tullni járásában. 2022 januárjában 7855 lakosa volt. 

## Elhelyezkedése

Sankt Andrä-Wördern a Tullni járásban

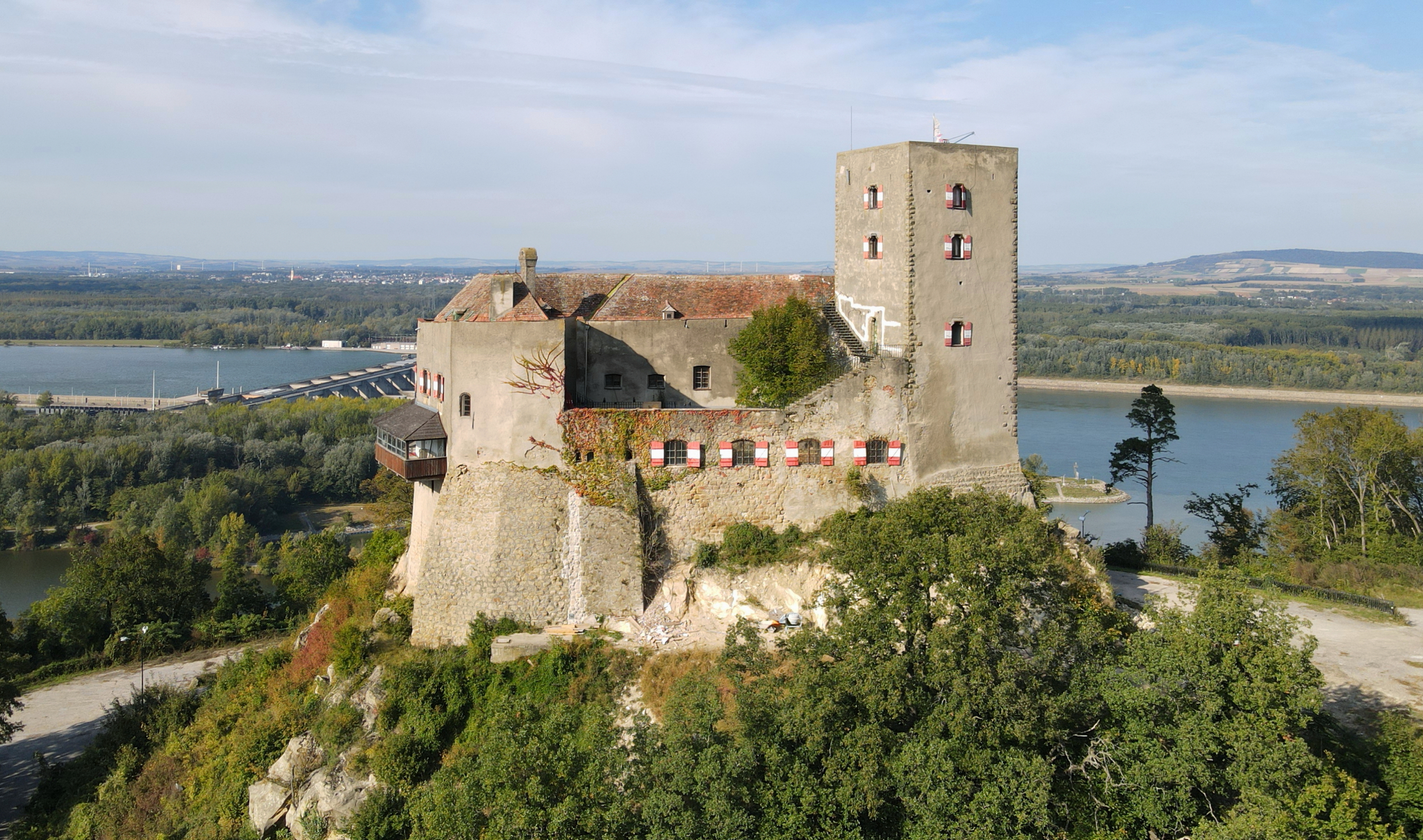
Greifenstein vára

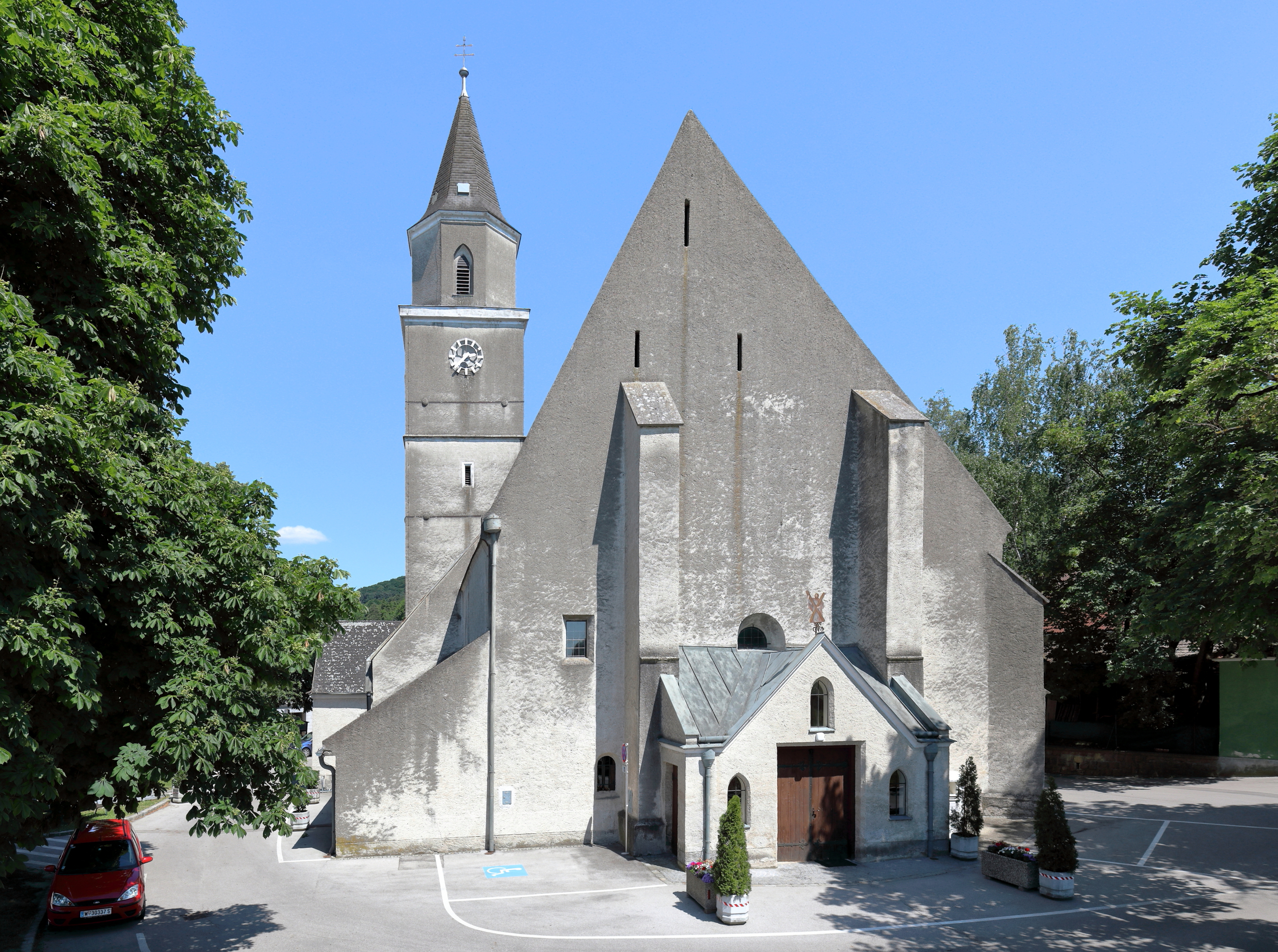
A Szt. András-plébániatemplom

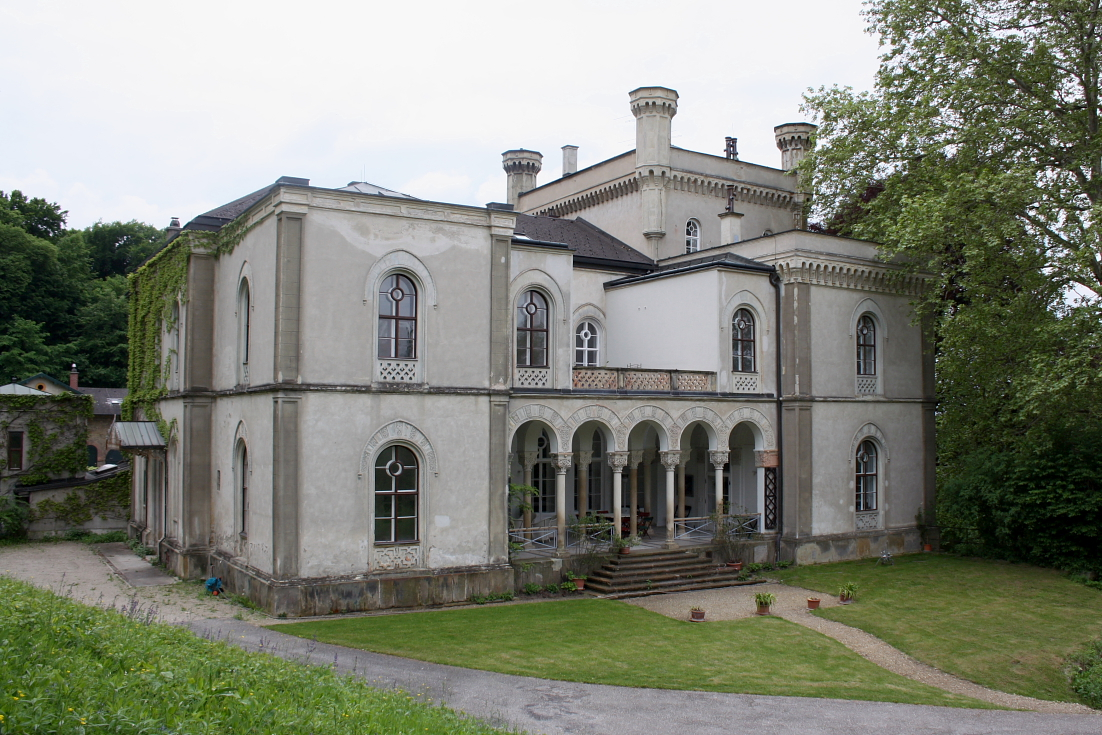
A Villa Pereira

Sankt Andrä-Wördern a tartomány Mostviertel régiójában fekszik a Tullni-medencében, a Duna jobb partján. Területének 57,2%-a erdő, 17,2% áll mezőgazdasági művelés alatt. Az önkormányzat 7 települést egyesít: Altenberg (993 lakos 2022-ben), Greifenstein (218), Hadersfeld (263), Hintersdorf (707), Kirchbach (541), St. Andrä vor dem Hagenthale (1672) és Wördern (3461).
A környező önkormányzatok: keletre Klosterneuburg, délre Mauerbach, nyugatra Königstetten, északnyugatra Zeiselmauer-Wolfpassing, északra Stockerau és Spillern.

## Története
A mezőváros területe az ókorban a dunai limest védő Cannabiaca római erődjéhez tartozott. A régió 803-ban, az Avar Kaganátus megdöntése után a Frank Birodalomhoz, illetve azon belül a Bajor Hercegséghez került. Wördernt 1112-ben említik először, St. Andrät 1140 körül, a klosterneuburgi apátság egyik adománylevelében. St. Andrä 1803-ig a passaui püspök tulajdonában volt. Bécs 1683-as török ostromakor a falut kifosztották és feldúlták.
1847-ben 35 földműves, 16 vincellér és 30 egyéb lakos élt St. Andräben.
1972-ben az addig önálló St. Andrä vor dem Hagenthale, Wördern, Greifenstein, Hintersdorf és Kirchbach községeket egy önkormányzatban egyesítették.

## Lakosság
A St. Andrä-Wördern-i önkormányzat területén 2022 januárjában 7855 fő élt. A lakosságszám 1939 óta gyarapodó tendenciát mutat. 2020-ban az ittlakók 89,2%-a volt osztrák állampolgár; a külföldiek közül 3,6% a régi (2004 előtti), 3,2% az új EU-tagállamokból érkezett. 2% az egykori Jugoszlávia (Szlovénia és Horvátország nélkül) vagy Törökország, 2% egyéb országok polgára volt. 2001-ben a lakosok 66,6%-a római katolikusnak, 5,3% evangélikusnak, 1,3% ortodoxnak, 2,5% mohamedánnak, 20,5% pedig felekezeten kívülinek vallotta magát. Ugyanekkor 29 magyar élt a mezővárosban; a legnagyobb nemzetiségi csoportot a németek (92,7%) mellett a szerbek alkották 0,9%-kal.
A népesség változása:

| 2016 | 7 814 |
| 2018 | 7 870 |

## Látnivalók
- Greifenstein vára
- a Villa Pereira
- a hadersfeldi kastély
- a hintersdorfi kastély
- a St. Andrä-i Szt. András-plébániatemplom
- a greifensteni Maria Sorg-templom
- a tempelbergi kilátó

## Híres St. Andrä-Wördern-iek
- Friedrich Ferdinand von Beust (1809-1886) politikus, szász miniszterelnök, osztrák-magyar miniszter
- Konrad Lorenz (1903–1989) Nobel-díjas etológus
- Kurt Waldheim (1918-2007) az ENSZ főtitkára, Ausztria elnöke
- Joe Zawinul (1932-2007) dzsessz-zenész

## Fordítás
- Ez a szócikk részben vagy egészben  a   St. Andrä-Wördern című német Wikipédia-szócikk ezen változatának fordításán alapul.  Az eredeti cikk szerkesztőit annak laptörténete sorolja fel. Ez a jelzés csupán a megfogalmazás eredetét és a szerzői jogokat jelzi, nem szolgál a cikkben szereplő információk forrásmegjelöléseként.